# Tom Tucker: The Man and His Dream
Tom Tucker: The Man and His Dream («Том Такер: Человек с Мечтой») — тринадцатая серия десятого сезона мультсериала «Гриффины». Премьерный показ состоялся 12 февраля 2012 года на канале FOX.

## Сюжет
Питер с Брайаном смотрят выпуск новостей. Питер неожиданно узнаёт для себя, что Том Такер сыграл одну из ролей в фильме «Хеллоуин 4». Питер немедленно едет в студию новостей, где находит Тома. Такер рассказывает Гриффину о своей неудачшейся карьере в Голливуде, тогда Питер предлагает ему бросить работу на новостях и поехать с ним обратно покорять Голливуд, снимаясь в фильмах. Поначалу Том отвергает предложение Питера, но после очередного сумасшедшего прямого эфира Такер догоняет Питера и говорит, что согласен поехать с ним в Голливуд.
Прилетев на место, Питер изображает из себя агента Тома, надев большие очки. Идея срабатывает — Тому достаётся роль в сериале «Морская полиция: Спецотдел». Питер с Такером празднуют свой успех, но в этот самый момент к ним в комнату врывается Джеймс Вудс. Питер в растерянности: все считали, что Вудс погиб после той поездки к нему в особняк. Джеймс говорит, что ему как звезде первого класса полагается первоклассная медицинская помощь — поэтому его смогли воскресить. Вудс просит Питера стать его агентом. Такер возмущён, но Гриффин говорит, что сможет быть агентом сразу двух людей.
Итак, Питер все больше внимания уделяет только Вудсу, в то время как Такер вынужден безуспешно оставлять сообщения на автоответчик Питера. В конце концов, встретившись с Томо в ресторане, Питер говорит ему, что тот ему больше не нужен. Том уходит. Но в этот самый момент сам Джеймс Вудс отказывается от услуг Питера, говоря о том, что ему нужна целая команда рабочих. Питер идет к Такеру и извиняется перед ним, оба они летят обратно домой.
Крис познакомился с девушкой по имени Линдси. Когда новая знакомая впервые приходит в дом к Гриффинам, Брайан и Стьюи замечают невероятную внешнюю схожесть Лоис с Линдси: они обе, словно двойники. Однако сама Лоис даже не замечает этой схожести, отрицая доводы Брайана по этому поводу и говоря о зависти Брайана к Крису, ведь у него наконец-то появилась подруга. Даже Бонни, встретившись с Лоис в кафе, говорит о том, что Лоис и Линдси как две капли воды, в этот момент Лоис видит, как Линдси целуется с другим парнем в его машине. Она рассказывает об увиденном Крису, но тот, оказывается, обо всем знает. Просто ему хотелось найти девушку, такую же, как и его мать. Лоис говорит о том, что рано или поздно Крис найдет свою любовь, она снимает интернет-фильтр с компьютера Криса, желая ему хорошенько повеселиться ночью.

## Рейтинги
- Рейтинг эпизода составил 2.5 среди возрастной группы 18—49 лет.
- Серию посмотрело порядка 5.03 миллиона человек.
- Серия стала самой просматриваемой в ту ночь «Animation Domination» на FOX, победив по количеству просмотров новые серии «Симпсонов», «Шоу Кливленда» и «Американского Папаши!».[1]